# Hans Heinrich Euler
Pour les articles homonymes, voir Hans Heinrich (homonymie) et Euler (homonymie).
Hans Heinrich Euler (né le 6 octobre 1909 à Meran, comté de Tyrol, mort en 1941 dans la région de la mer d'Azov) est un physicien allemand.

## Biographie
Euler obtient son doctorat en 1935 à l'université de Leipzig avec une thèse intitulée Über die Streuung von Licht an Licht nach der Diracschen Theorie (Sur la diffraction de la lumière par la lumière, d'après la théorie de Dirac), supervisée par Werner Heisenberg.
Il a été le premier physicien à montrer que la description par Paul Dirac du positron ouvrait la possibilité que les photons issus de la production d'une paire électron-positron interfèrent entre eux et à calculer la section efficace de ce processus.
À partir d'observations de Helmuth Kulenkampff (en), Euler et Heisenberg calculent précisément le temps de désintégration d'un méson. Ils ont aussi formulé le lagrangien d'Euler-Heisenberg (en) qui mène à la base du traitement qualitatif de la polarisation du vide.
Euler rejoint la Luftwaffe en 1941. Il meurt quelques mois plus tard au cours d'une mission de reconnaissance météorologique durant la seconde Guerre mondiale, au-dessus de la mer d'Azov. Cet événement est évoqué par Heisenberg dans son livre autobiographique La Partie et le Tout.

## Publications
- Hans Euler, « Über die Streuung von Licht an Licht nach der Diracschen Theorie », Annalen der Physik, vol. 418, 1936, p. 398-448 [lire en ligne sur Wikisource]
- Hans Euler et Bernhard Kockel (de), « Über die Streuung von Licht an Licht nach der Diracschen Theorie », Naturwissenschaften, vol. 23, 1935, p. 246
- Werner Heisenberg et Hans Euler, « Folgerungen aus der Diracschen Theorie des Positrons », Zeitschrift für Physik, vol. 98, 1936, p. 714-732